# Georges Putmans
Victor Putmans (ur. 29 maja 1914 w Namur, zm. 12 listopada 1989 w Marchin) – belgijski piłkarz, pomocnik.

## Kariera piłkarska
Putmans przygodę z piłką rozpoczął w 1927 w zespole RFC Liège. Rok później przeniósł się do Union Hutoise FC, w którym do 1931 trenował w zespołach młodzieżowych. W pierwszej drużynie Unionu zadebiutował w sezonie 1930/31, kończąc te rozgrywki z 9 bramkami strzelonymi w 19 spotkaniach. Dwukrotnie sięgnął z drużyną po mistrzostwo Promotion/Bevordering (3. poziom rozgrywkowy) w sezonach 1931/32 i 1935/36. Łącznie w barwach Unionu rozegrał 123 mecze, w których strzelił 76 bramek. 
Dobra gra w niższych klasach zaprocentowała transferem w 1936 do Standardu Liège. W drużynie, z przerwami spowodowanymi działaniami wojennymi, występował przez 10 lat. Na boisku w barwach Les Rouches pojawiał się 166 razy, strzelając łącznie 76 bramek.
Przed sezonem 1946/47 powrócił do Union Hutoise FC, z którym sięgnął po mistrzostwo Promotion/Bevordering w sezonie 1948/49. Po sezonie 1952/53 Putmans zakończył karierę piłkarską. 
Został powołany na Mistrzostwa Świata 1934. Nie wystąpił w spotkaniu z reprezentacją Niemiec, przegranym przez Belgię 2:5.
| Sezon   | Klub             | Kraj   | Rozgrywki             | Mecze | Bramki |
| ------- | ---------------- | ------ | --------------------- | ----- | ------ |
| 1930/31 | Union Hutoise FC | Belgia | Promotion/Bevordering | 19    | 9      |
| 1931/32 | Union Hutoise FC | Belgia | Promotion/Bevordering | 20    | 10     |
| 1932/33 | Union Hutoise FC | Belgia | Eerste afdeeling      | 24    | 15     |
| 1933/34 | Union Hutoise FC | Belgia | Eerste afdeeling      | 25    | 17     |
| 1934/35 | Union Hutoise FC | Belgia | Promotion/Bevordering | 26    | 13     |
| 1935/36 | Union Hutoise FC | Belgia | Promotion/Bevordering | 25    | 19     |
| 1936/37 | Standard Liège   | Belgia | Division d'Honneur    | 25    | 15     |
| 1937/38 | Standard Liège   | Belgia | Division d'Honneur    | 23    | 3      |
| 1938/39 | Standard Liège   | Belgia | Division d'Honneur    | 13    | 6      |
| 1939/40 | Standard Liège   | Belgia |                       | 6     | 3      |
| 1940/41 | Standard Liège   | Belgia |                       | 9     | 8      |
| 1941/42 | Standard Liège   | Belgia | Division d'Honneur    | 24    | 16     |
| 1942/43 | Standard Liège   | Belgia | Division d'Honneur    | 30    | 12     |
| 1943/44 | Standard Liège   | Belgia | Division d'Honneur    | 25    | 10     |
| 1944/45 | Standard Liège   | Belgia |                       |       |        |
| 1945/46 | Standard Liège   | Belgia | Division d'Honneur    | 10    | 3      |
| 1946/47 | Union Hutoise FC | Belgia | Eerste afdeeling      | 26    | 6      |
| 1947/48 | Union Hutoise FC | Belgia | Promotion/Bevordering | 26    | 13     |
| 1948/49 | Union Hutoise FC | Belgia | Promotion/Bevordering | 28    | 12     |
| 1949/50 | Union Hutoise FC | Belgia | Eerste afdeeling      | 21    | 3      |
| 1950/51 | Union Hutoise FC | Belgia | Eerste afdeeling      | 30    | 1      |
| 1951/52 | Union Hutoise FC | Belgia | Promotion/Bevordering | 28    | 0      |
| 1952/53 | Union Hutoise FC | Belgia |                       | 16    | 2      |

## Sukcesy
Union Hutoise FC
- Mistrzostwo Promotion/Bevordering (3): 1931/32, 1935/36, 1948/49